# Jorrit Hendrix
Jorrit Hendrix (Panningen, Países Bajos, 6 de febrero de 1995) es un futbolista neerlandés que juega de centrocampista en el SC Preußen Münster de la 2. Bundesliga.

## Clubes
| Club                           | País         | Año       |
| ------------------------------ | ------------ | --------- |
| PSV Eindhoven                  | Países Bajos | 2013-2021 |
| F. C. Spartak de Moscú         | Rusia        | 2021-2022 |
| Feyenoord (cedido)             | Países Bajos | 2022      |
| Fortuna Düsseldorf             | Alemania     | 2022-2023 |
| Western Sydney Wanderers F. C. | Australia    | 2023-2024 |
| SC Preußen Münster             | Alemania     | 2024-     |

## Palmarés

### Títulos nacionales
| Título                        | Club          | País         | Año     |
| ----------------------------- | ------------- | ------------ | ------- |
| Eredivisie                    | PSV Eindhoven | Países Bajos | 2014-15 |
| Supercopa de los Países Bajos | PSV Eindhoven | Países Bajos | 2015    |
| Eredivisie                    | PSV Eindhoven | Países Bajos | 2015-16 |
| Supercopa de los Países Bajos | PSV Eindhoven | Países Bajos | 2016    |
| Eredivisie                    | PSV Eindhoven | Países Bajos | 2017-18 |